# Попово (Граевский повет)
Попово (пол. Popowo) — деревня в Граевском повете Подляского воеводства Польши. Входит в состав гмины Граево. По данным переписи 2011 года, в деревне проживало 353 человека.

## География
Деревня расположена на северо-востоке Польши, на расстоянии приблизительно 5 километров (по прямой) к юго-западу от города Граево, административного центра повета. Абсолютная высота — 136 метров над уровнем моря.Через Попово проходит национальная автодорога 61.

## История
Согласно «Списку населенных мест Ломжинской губернии», в 1906 году в деревне Попово проживало 419 человек (206 мужчин и 213 женщин). В конфессиональном отношении всё население деревни исповедовало католицизм. В административном отношении деревня входила в состав гмины Богуше Щучинского уезда.
В период с 1975 по 1998 годы деревня являлась частью Ломжинского воеводства.